# Любовка (Омская область)
Любовка — посёлок при станции (официально станция (населённый пункт)) в Нововаршавском районе Омской области России. Входит в состав Русановского сельского поселения. Население 261 чел. (2010) .

## История
В соответствии с Законом Омской области от 30 июля 2004 года № 548-ОЗ «О границах и статусе муниципальных образований Омской области» посёлок вошёл в состав образованного муниципального образования «Русановское сельское поселение».

## География
Любовка находится в юго-восточной части региона, в Западно-Сибирской равнины. Фактически с пос.Любовский  представляет единый населённый пункт.
Уличная сеть состоит из двух географических объектов:
ул. Вокзальная и ул. Школьная.
Абсолютная высота — 105 м над уровнем моря.

## Население
| 2010 |
| ---- |
| 261  |

Гендерный состав
По данным Всероссийской переписи населения 2010 года в гендерной структуре населения из 261 человек мужчин — 121, женщин — 140 (46,4 и 53,6 % соответственно).
Национальный состав
Согласно результатам переписи 2002 года, в национальной структуре населения русские составляли 62 % от общей численности населения в 300 чел..

## Инфраструктура
«Любовская основная общеобразовательная школа», ст. Любовка, ул. Школьная, 8,
Детский сад.
Вокзал,  станция  Любовка Западно-Сибирской железной дороги  на линии «Омск — Иртышское».

## Транспорт
Автомобильный и железнодорожный транспорт.
Остановка общественного транспорта «Любовка».

## Достопримечательность
Водонапорная башня